# 마쓰야마정 (야마가타현)
마쓰야마정(松山町)은 야마가타현 아쿠미군에 존재했던 정이다. 2005년 11월 1일 사카타시·아키우미군 하치만정·히라타정과 신설 합병해, 사카타시가 발족하여 소멸하였다.

## 역사
- 1955년 1월 1일 - 아쿠미군 마쓰미네정, 우치고촌, 가미고촌과 합병해 마쓰야마정이 성립하였다.
- 2005년 11월 1일 - 사카타시, 야와타정, 히라타정과 합병해 새로운 사카타시가 성립해 동일 마쓰야마정이 폐지되었다.

## 자매도시
- 마쓰야마정 (미야기현 시다군)
- 마쓰야마정 (가고시마현 소오군)

## 교통

### 공항
- 쇼나이 공항

### 도로
- 국도 제345호선